# Exzentriker: Über das Vergnügen, anders zu sein

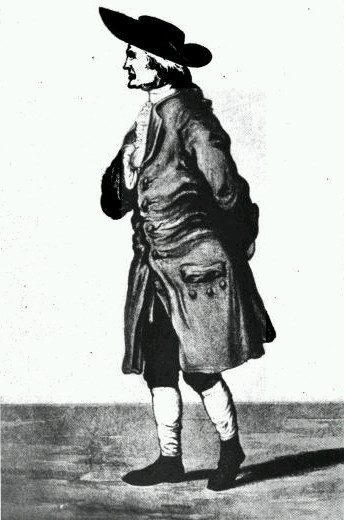
Henry Cavendish (1731–1810), Beispiel eines introvertierten, exzentrischen Wissenschaftlers

Exzentriker: Über das Vergnügen, anders zu sein (im Original Eccentrics: A Study of Sanity and Strangeness) ist ein populärwissenschaftliches Buch, das der klinische Neuropsychologe David Joseph Weeks zusammen mit dem Journalisten Jamie James 1995 veröffentlichte; 1997 erschien es in deutscher Sprache.
Das Buch beruht auf den Ergebnissen einer Studie von D. J. Weeks und Kate Ward aus den 1980er Jahren, die 1989 unter dem Titel Eccentrics: The Scientific Investigation veröffentlicht wurde.
Zu weiteren Erklärungen und Erläuterungen von Exzentrizität werden im Buch Verhaltensweisen von historisch dokumentierten exzentrischen Persönlichkeiten herangezogen.

## Inhalt

### Einleitung

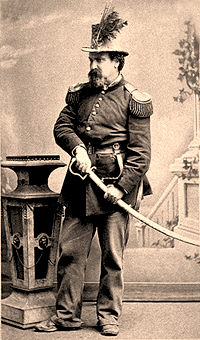
Norton I. (1811–1880), Kaiser der Vereinigten Staaten und Schutzherr von Mexiko

Mit dem Untertitel Ein Eldorado der Sonderlinge (im Original A Golden Age of Weirdness) führt Weeks in die Thematik der Exzentrizität ein, indem er auf die Akzeptanz historischer Exzentriker wie Norton I., Oofty Goofty, Onkel Freddie Coombs, King of Pain und den Großen Unbekannten eingeht, die Mitte bis Ende des 19. Jahrhunderts in San Francisco durch ihre exzentrische Lebensweise auch das Leben der Öffentlichkeit bereicherten.
Weeks stellt fest, dass es bis in die 1980er Jahre keine größere Studie zu exzentrischen Personen gab. Die Psychologie definiert exzentrisches Verhalten kaum oder vage – Exzentrizität stellt kein Krankheitsbild dar – und auch eine lexikalische Definitionen wie „eine Person, die von der herkömmlichen oder bestehenden Norm abweicht, die anders ist als die anderen“ ist zu allgemein und könnte beispielsweise auch auf einen extremen Kriminellen oder eine Person mit einer seltenen Krankheit passen.
Mit der Absicht, ein schärferes Profil von exzentrischen Personen zu erhalten und die Abgrenzung von ungewöhnlicher, kreativer Denkweise zu krankhaftem Verhalten (die Grenze zwischen Genie und Wahnsinn) vorzunehmen, begann Weeks 1984 am Royal Edinburgh Hospital mit seinen Untersuchungen. Durch Erwähnung in den Medien erreichte die Studie ein Volumen von mehr als 1000 exzentrischen Probanden, meist aus den USA und England.
Die Prämissen zur Studie waren
- Exzentrizität ist „nichts Normales“, daher selten.
- Das Spektrum menschlichen Verhaltens reicht von absoluter sozialer Konformität bis zu völlig bizarrer Nonkonformität. Exzentrische Personen sind mit mehreren und konsequenten Verhaltensweisen im Nonkonformitätsbereich zu erwarten.
- Kulturelle Faktoren spielen eine wichtige Rolle, da unterschiedliche Gesellschaften auch unterschiedliche Konformitätsnormen haben.
- Aus der bis in die 1980er Jahre vorliegenden Literatur ergibt sich keine eindeutige Definition von Exzentrizität. Der Ausschluss Was ist keine Exzentrizität? sollte daher auch berücksichtigt werden.
- Besteht möglicherweise ein Bezug zu psychologischen Erkrankungen – oder eher nicht? Neurotiker sind oft dysphorisch und fühlen sich elend, Schizophrene können ihre Visionen oder gehörte Stimmen nicht kontrollieren und entwickeln Angstgefühle, Personen mit schizoider Persönlichkeitsstörung meiden Kontakte und sind extrem introvertiert: Krankheit impliziert Leiden. Exzentriker geben hingegen den Eindruck, beim Ausleben ihrer Phantasien kindliche Freude zu empfinden und sie angstfrei privat oder in der Öffentlichkeit auszuleben.

### Das Thema in 12 Kapiteln
Jedem Kapitel ist ein themenbezogenes Zitat vorangestellt; gelegentlich sind es auch zwei Zitate.
In den einzelnen Kapiteln zitiert Weeks aus den Interviews der Studie, um die von ihm herausgearbeiteten Exzentriker-Aspekte mit konkreten Aussagen zu erläutern. Beispiel:

“I don't see the point in having a special room set aside to fall unconscious in.”

„Ich sehe nicht ein, warum ich einen Extraraum reservieren soll, nur um darin bewußtlos zu werden.“

#### Die Untersuchung
Weeks beginnt mit der Beschreibung von konzeptuellen Schwierigkeiten vor Beginn der Studie: Exzentriker sind nicht geographisch eingrenzt, haben keine andere, klar ersichtliche „Gruppenzugehörigkeit“, d. h., es fehlten die Auswahlkriterien, die ja erst durch die Studie zutage treten sollten. Diese Schwierigkeiten mussten kreativ gelöst werden, um für die geplante Studie geeignete Probanden zu finden.
Der erste Suchansatz waren kleine, über ganz Edinburgh verteilte Aushänge mit dem Text: „Eccentric? If you feel that you might be, please contact Dr. David Weeks at the Royal Edinburgh Hospital“ und einer Telefonnummer. Ein Journalist wurde darauf aufmerksam und schrieb darüber einen Artikel im The Scotsman. Danach folgten Radio- und TV-Interviews (auch in allen vier Programmen der BBC) und Verbreitung in den Medien der USA: New York Times, Wall Street Journal, Los Angeles Times, International Herald Tribune etc. Insgesamt wurden die potentiellen Kontakte auf 140 Millionen Menschen geschätzt. Im Nachhinein bezeichnete Weeks diesen Ansatz als „Multimedia-Stichprobenerhebung“.
Unter den eingegangenen Meldungen gab es neben den augenscheinlichen Witzbolden etwa 10 % „einsame Menschen, die sich mit jemandem unterhalten wollten“. Zu schüchternen, introvertierten Exzentrikern bekam man indirekt, über Freunde oder Verwandte, Kontakt. Extrovertierte Exzentriker waren bereit, auf andere befreundete Exzentriker hinzuweisen.
Nach dem Aussortieren augenscheinlicher Nicht-Exzentriker ergab sich eine Probandenanzahl von etwa tausend Personen aller Schichten (hauptsächlich aber Mittelschicht) und Berufe, zwischen 16 und 92 Jahren (Durchschnitt 45 Jahre) mit etwas überdurchschnittlicher Gesamtausbildung, die im Mittel 14 Jahre gedauert hatte. Statistisch kam damit etwa ein Exzentriker auf etwa 10.000 Personen (± 50 %, d. h. 1:5.000 bis 1:15.000).
Die auf Tonband aufgezeichneten Interviews wurden als Feldstudie im persönlichen Umfeld der Exzentriker durchgeführt. Zusätzlich wurden standardisierte Persönlichkeitsfragebögen, Intelligenztests und Tests zur Diagnose von Schizophrenie und anderen psychischen Krankheiten eingesetzt.
Das Ergebnis war „ein Gruppenbild von Menschen, die so unterschiedlich waren wie die Gesamtgesellschaft“, die aber als Gruppe folgende, in absteigender Häufigkeit vorgefundenen Eigenschaften zeigten, wobei die ersten fünf bei nahezu jedem Exzentriker gefunden wurden:
- unangepasst;
- kreativ;
- stark durch Neugier motiviert;
- idealistisch und unerschütterlich optimistisch: mit dem Anspruch, die Welt zu verbessern und die Menschen in ihr glücklicher zu machen;
- betreibt beglückt ein oder mehrere Steckenpferde;
  - ist sich von klein auf des Andersseins bewusst;
  - intelligent (Intelligenzquotient durchschnittlich um 115 bis 120);
  - eigensinnig und freimütig; überzeugt, selbst richtig zu liegen und dass der Rest der Welt aus dem Tritt geraten ist;
  - ohne Konkurrenzstreben, ohne Verlangen nach Anerkennung oder Bestätigung durch die Gesellschaft;
  - ungewöhnliche Essgewohnheiten und Lebensführung;
  - nicht sonderlich interessiert an den Ansichten oder der Gesellschaft anderer, ausgenommen zu dem Zweck, diese vom eigenen – richtigen – Standpunkt zu überzeugen
  - ausgestattet mit einem schelmischen Sinn für Humor;
  - alleinstehend;
  - gewöhnlich das älteste oder einzige Kind;
  - fehlerhafte Rechtschreibung.

Den Abschluss bilden detaillierte Beschreibungen mehrerer Exzentriker der Studie, die exemplarisch für die fünf ersten Eigenschaften stehen.

#### Exzentriker aus vier Jahrhunderten

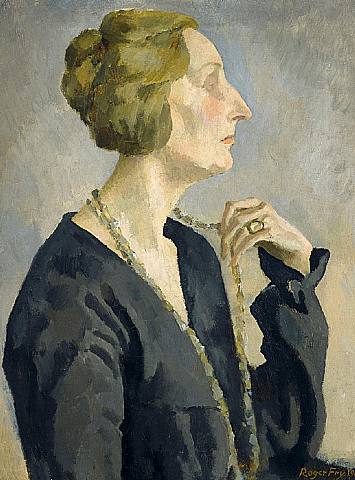
Edith Sitwell (Öl auf Leinwand, Roger Fry, 1918)

Bei der historischen Beschreibung von Exzentrikern muss die genaue Faktenlage berücksichtigt werden, die oft umso ungenauer ist, je weiter man in der Zeit zurückgeht. Dies schließt auch die genaue Kenntnis des Umfelds, des durch Gesetz oder Verhaltenskodex geregelten „normalen Verhaltens“, ein, denn der Exzentriker verhält sich anders als die um ihn herum lebenden normalen Menschen. Als historische Person, bei der die Schlussfolgerung Exzentriker oder nicht? nicht getroffen werden kann, wird Nero genannt. Edith Sitwell habe in ihren 1933 erschienenen Buch The English Eccentrics ebendiesen Fehler gemacht, indem sie auch Scharlatane und „dekorierte Eremiten“ beschrieben habe, die sich für Geld ungewöhnlich verhielten.
Die 150 historischen Exzentriker, die von Weeks und James zitiert werden, finden sich im Zeitraum von 1551 bis 1950 und sind mehrfach und über unterschiedliche, unabhängige Quellen abgedeckt. Als ältester Exzentriker dieser Liste wird the Honourable Henry Hastings (1551–1640) erwähnt, ein englischer Landadeliger und „Original in der Zeit, in der er lebte“. Weitere sind John Bigg (1629–1696), der „Dinton Hermit“ (Einsiedler von Dinton/Buckinghamshire) und Sir Thomas Urquhart (1611–1660), der angeblich an einem Lachanfall starb. Ab etwa 1725 werden vermehrt Exzentriker gefunden.
Eine Analyse der historischen Exzentriker Großbritanniens in Bezug auf ihre soziale Schicht ergab folgendes Ergebnis:
Hochadel 16 %, Landadel 21 %, obere Mittelschicht 49 %, untere Mittelschicht 10 %, Arbeiterklasse 4 %.

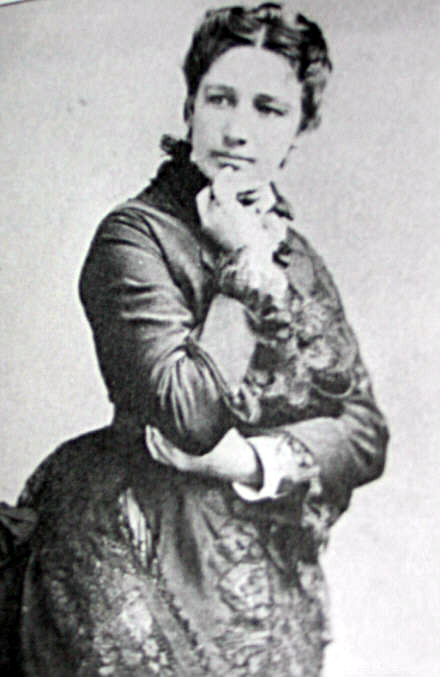
Victoria Claflin Woodhull: „… an inalienable, constitutional, and natural right to love whom I may, to love as long or as short a period as I can, to change that love every day if I please!“

Die Erklärung geht dahin, dass die Reichen und Mächtigen („müßigen Klassen“) einerseits bessere Voraussetzungen hatten, ihrer Exzentrizität freien Lauf zu lassen, andererseits gilt ihnen auch das Interesse ihrer Mitbürger, die sie aufmerksam beobachten – und schriftliche Belege hinterlassen. Zu den oberen Klassen gehören beispielsweise der Schriftsteller und Baumeister William Thomas Beckford (1760–1844) und der Politiker und allem Morbiden zugeneigte George Augustus Selwyn (1719–1791). Einer der selteneren Unterklassen-Exzentriker war der Schotte Henry Prentice.
Zur Tendenz der britischen Klassenverteilung passt auch, dass während der harten Pionierzeit in Amerika kaum Exzentriker zu finden sind, und sie erst ab dem Ende des 18. und Anfang des 19. Jahrhunderts auftauchten. John Chapman (1774–1847) wurde unter dem Namen „Johnny Appleseed“ bekannt und widmete sein ganzes Leben dem Pflanzen von Apfelbäumen. Ebenso zeigte Davy Crockett (1786–1836) exzentrische Züge. Es folgen viele weitere Beispiele mit der Bemerkung, dass die Extrovertierten (etwa 3/4 der 150 Fälle) als „beliebt und populär“ beschrieben wurden, die Introvertierten (etwa 1/4 der 150 Fälle, darunter auch „Einsiedler“) wurden eher „misstrauisch“ abgehandelt.
Historisch exzentrische Frauen wurden früher fast ausschließlich in den Oberschichten dokumentiert. Zu ihnen gehörte Victoria Claflin Woodhull (1838–1927), eine US-amerikanische Journalistin, Zeitungsverlegerin, Finanzmaklerin, Spiritistin und eine der bekanntesten Frauenrechtlerinnen des 19. Jahrhunderts. Weitere war die britische Schriftstellerin und Botschaftergattin Margaret-Ann Tyrrell (1924–1939), die im Botschaftsgarten in Paris hoch in einem Baum verborgen an einer Neuinterpretation der Weltgeschichte schrieb und Susanna Montgomery, Countess of Eglinton (1690–1780), die ihr Abendessen zusammen mit dressierten Ratten einnahm, die sie für dankbarer als Menschen hielt.
Aus der Analyse der 150 historischen Exzentriker (und als Abgrenzung zu Scharlatanen) wird geschlossen: „Wirkliche Exzentriker spielen niemals etwas vor. Sie sind starke Individuen mit ganz eigenen, sonderbaren Neigungen […]. Zu Kompromissen sind sie nicht bereit.“

#### Exzentrizität und Kreativität: Die Künstler
1952 veröffentlichte Brewster Ghiselin The Creative Process, die Zusammenfassung eines Symposiums über kreative Künstler und Wissenschaftler. Dabei identifizierte er vier Phasen des Kreativitätsprozesses:
- (1) Vorbereitung: Die kreative Person erkennt „ein Problem“ (ein Thema), das gelöst werden sollte, und sie verschafft sich das Wissen und das Handwerkszeug, dieses Problem anzugehen.
- (2) Inkubation: Das Thema versinkt ins Unterbewusstsein und das kreative Gehirn stellt (neue) thematische Verbindungen her.
- (3) Erleuchtung: Die kreative Lösung „dringt jäh ins Bewusstsein“ und wird umgesetzt.
- (4) Überprüfung: Die neue Lösung wird einem Härtetest unterzogen. Wissenschaftler führen weitere empirische Arbeiten durch, Künstler stellen ihr Werk der Öffentlichkeit vor.

Durch einen von Weeks Probanden wurde die Vermutung geäußert, dass „jedes Sichfortbewegen von der geltenden Norm“ an sich eine kreative Handlung sei und in Verbindung mit ausgeprägtem Individualismus in das „Kontinuum“ des exzentrischen Verhaltens passe. Als Beispiele werden die historischen Personen Jesus, Pablo Picasso und Igor Strawinsky angeführt. Sigmund Freud zitierend, käme noch eine „Bewahrung kindlicher Offenheit, unbewussten Impulsen zu folgen“ hinzu.

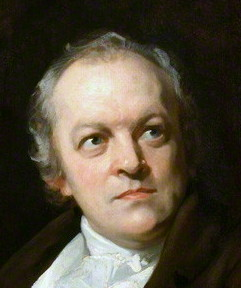
William Blake (1757 1827), ein englischer Dichter, Naturmystiker, Maler und der Erfinder der Reliefradierung, bezeichnete seine Werke als „Visionen“, die ihm von Geisterwesen vermittelt würden.

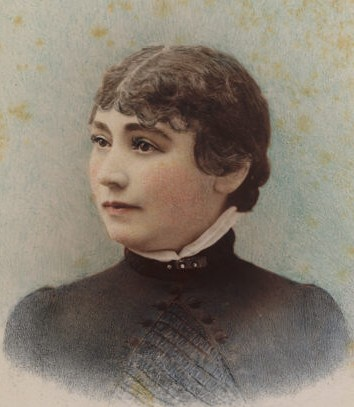
Sarah Winchester (1840–1922), die Schwiegertochter des Waffenfabrikanten Oliver Winchester (1810–1880), folgte 38 Jahre lang ihrer eigenen Vision und ließ ihr Haus umbauen, bis es 8 Stockwerke, 128 Räume, 2.000 Türen, 10.000 Fenster und 48 Schornsteine hatte.

Im Rahmen von Ghiselins Strukturierung findet Weeks in seiner Studie die folgenden Ergebnisse:
- Drei Viertel der Exzentriker bezeichnen sich selber als kreativ (oder werden von anderen als kreativ bezeichnet).
- Es gibt die beiden Hauptgruppen der Wissenschaftler und der Künstler; eine dritte, kleinere Gruppe sind die religiösen Exzentriker.
- (1) Vorbereitung und (2) Inkubation: Exzentriker zeigen „das Phänomen der völligen Vertiefung“ (ein „gesteigerter emotionaler Zustand“), indem sie sich räumlich (drastische Umgestaltung ihrer Umgebung) oder physisch (Lebensweise, Bekleidung, Drogen) dem Thema durch direkte Visualisierung annähern wollen. Das Ergebnis kann eine „Vision“ sein.
- (4) Überprüfung: Hier unterscheiden sich Exzentriker von Nichtexzentrikern, indem sie selten zweifeln, sie wissen einfach, beispielsweise durch ihre „Vision“, dass ihr Ansatz der richtige ist – und verfolgen ihn konsequent.
- Erläuterungen von Exzentrikern in der Studie unterstützen die Aussagen einer psychologischen Studie, in der eine direkte Korrelation zwischen der Fähigkeit, geistige Bilder zu visualisieren, und der Fähigkeit, kreativ zu denken, festgestellt wurde.[8]

Neben exzentrischen Künstlern, „deren Annalen Bände füllen würden“, die Bedeutendes auf ihrem Gebiet geschaffen haben, wie der Dichterin Emily Dickinson (1830–1886), dem Schriftsteller James Joyce (1882–1941) und dem Künstler Salvador Dalí (1904–1989), gab es auch kreative, aber „ungewöhnlich schlechte“ Exzentriker, die ihr Leben lang an ihrer Vision von Kunst festhielten.

Zur letzteren Gruppe gehören Robert Coates (1772–1848), „der schlechteste Schauspieler der Welt“, der vor allem durch seine Interpretationen des Romeo Bekanntheit erlangte, William McGonagall (1825–1902), „der schlechteste Dichter aller Zeiten“, Schöpfer von „Versen, bar jeden Wohlklangs, die gegen die einfachsten Gesetze der Metrik verstiessen“, und die betuchte Florence Foster Jenkins (1868–1944), die ohne jedes Talent mit zittriger und farbloser Stimme Gesangskonzerte gab und in der Lage war, an einem Abend mit Enrico Caruso in der Metropolitan Opera zu singen. Ihre selbstverfasste Grabinschrift lautet: „Some people say I cannot sing, but none can say I didn't sing.“

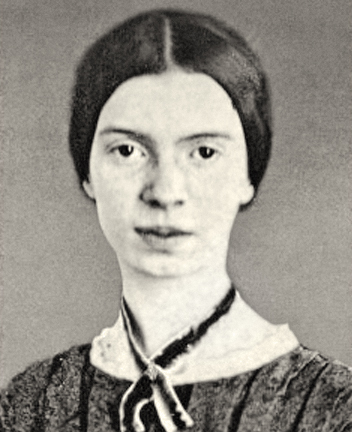
Emily Dickinson
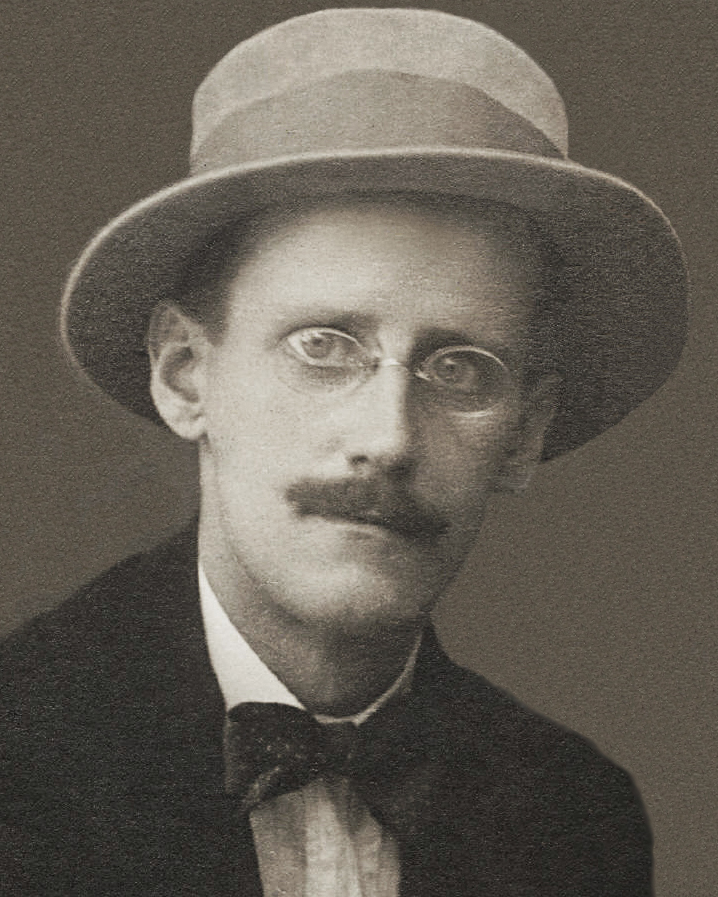
James Joyce
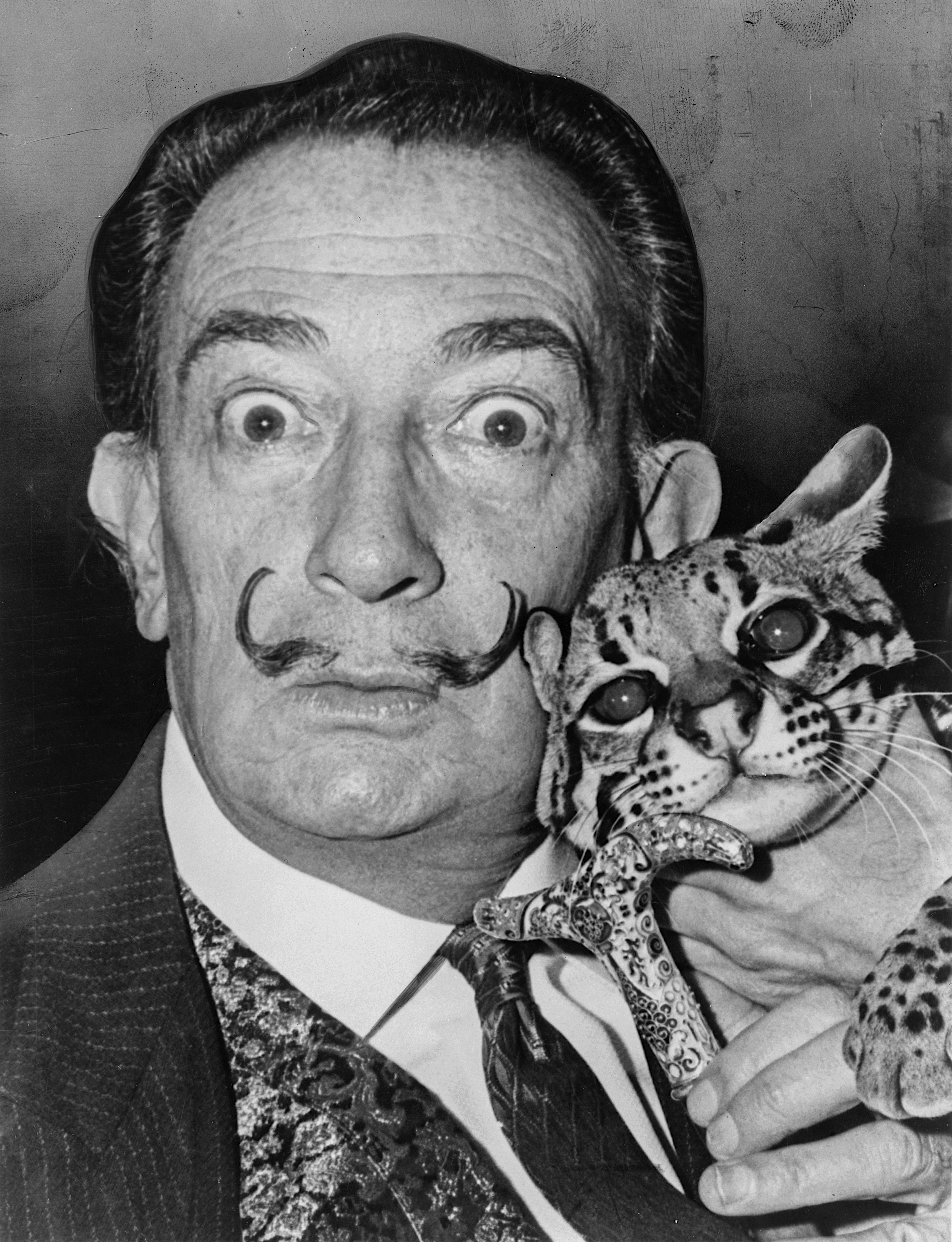
Salvador Dalí
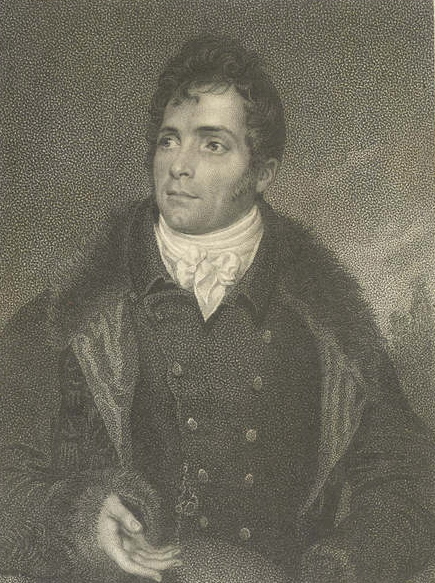
Robert Coates
William McGonagall
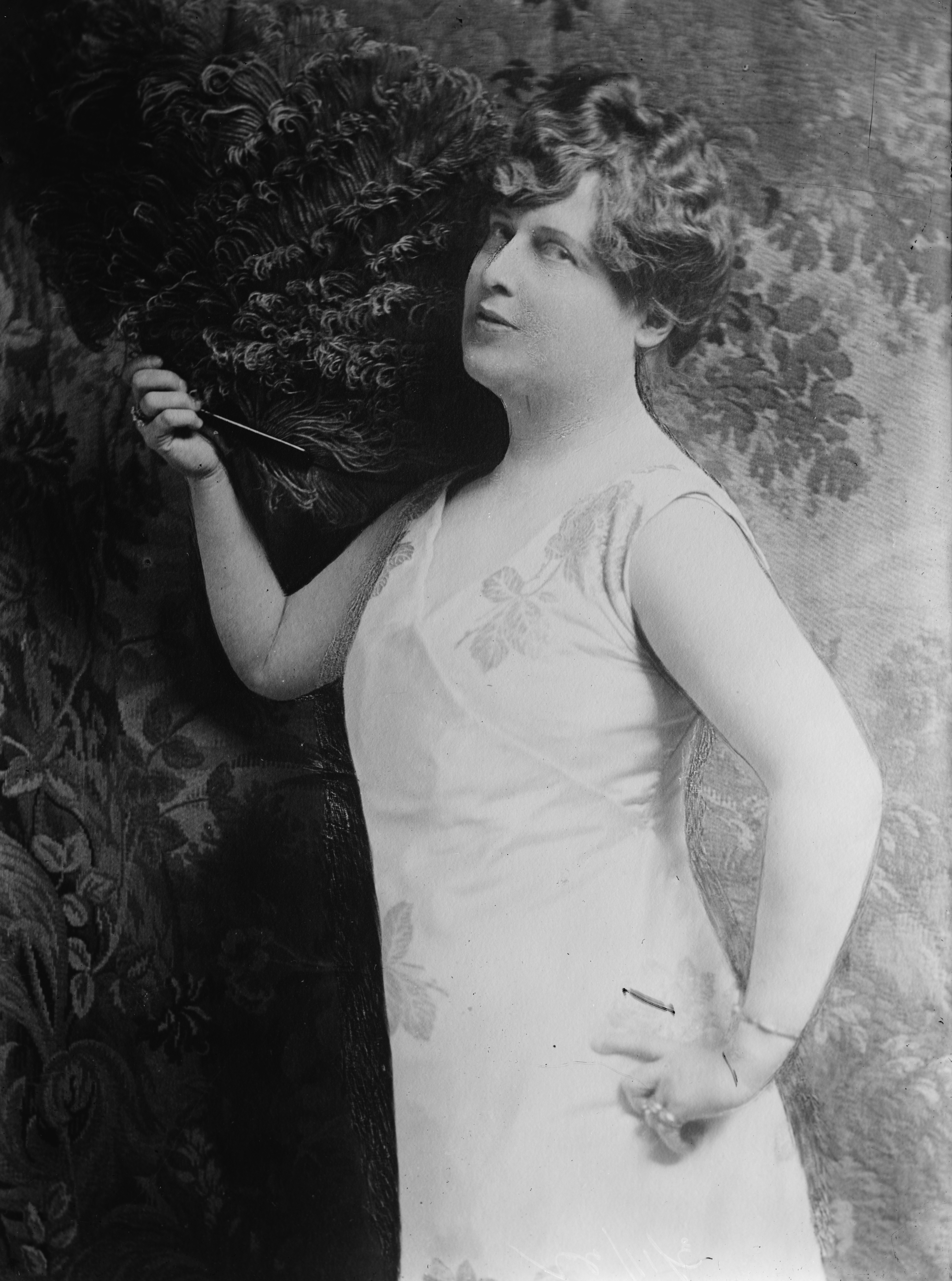
Florence Foster Jenkins

#### Die Wissenschaftler
Aus Gesprächen mit exzentrischen Personen, die als Wissenschaftler arbeiten, leitete Weeks die folgenden Aussagen ab:
Exzentrische Wissenschaftler
- sind „stark theorieorientiert“ und basieren sich weniger auf eigenem experimentellen Datenmaterial.
- neigen dazu, Ergebnisse mit Begeisterung zu vertreten, da sie gefunden haben „was richtig sein sollte“. Ihre „Phase der kritischen Analyse“ geht in „einem trunkenen Rausch der Entdeckung unter“, während Nichtexzentriker eigene Postulate und Theorien immer wieder selber in Frage stellen, überprüfen und verifizieren.
- lassen sich seltener von Widersprüchlichkeiten in ihren Theorien entmutigen.
- sind eher Einzelgänger als Teamarbeiter.
- stellen Verbindungen her, „die die hergebrachte Wissenschaft für jenseits der Grenzen des Erlaubten erklären würde“ und folgen unerwartet übereinstimmenden Daten mit Faszination.

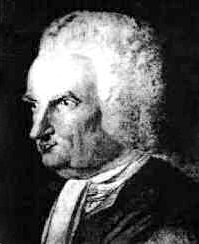
James Burnett vermutete die Abstammung des Menschen vom Affen.

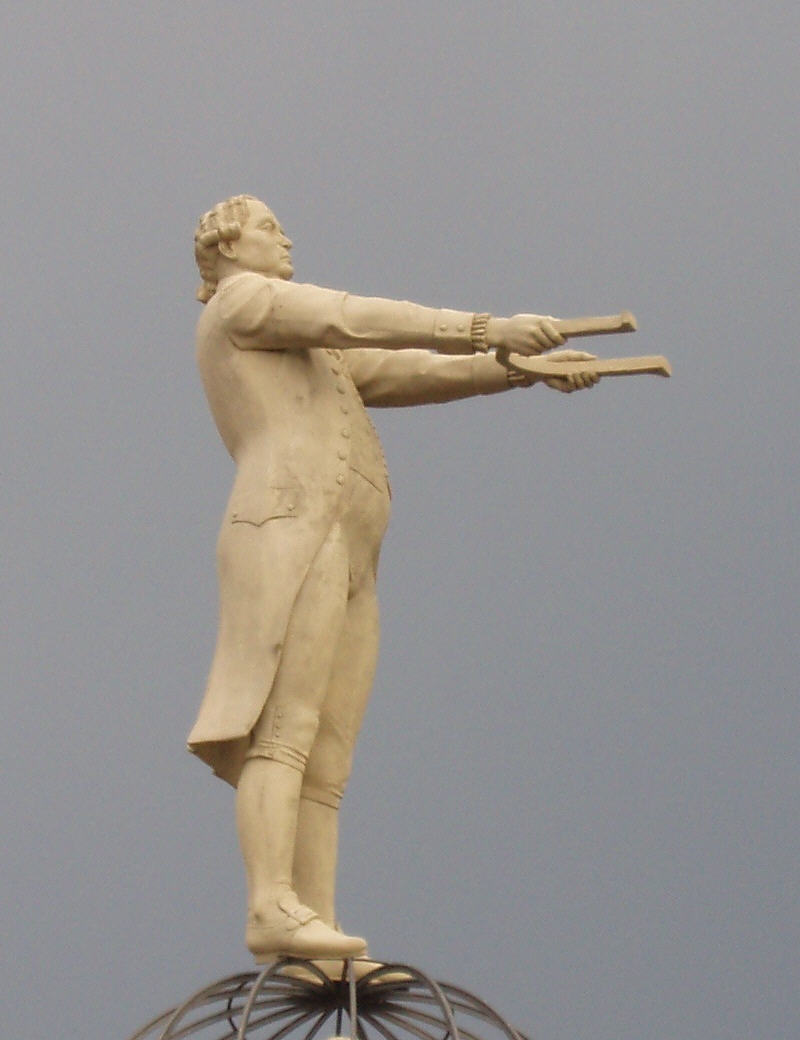
Franz Anton Mesmer begründete den Animalischen Magnetismus.

Historische exzentrischer Wissenschaftler werden angeführt, die entweder in ihrer Zeit verlacht wurden, wobei sich ihre Theorien aber hinterher als (teilweise) richtig herausstellten, oder die in ihrer Zeit – vor allem auch durch das Verhalten des Exzentrikers – berühmt und angesehen waren, deren Theorien sich aber später als überwiegend falsch herausstellten.
Ein Beispiel für den ersten Fall ist James Burnett, Lord Monboddo (1714–1799), ein schottischer Advokat, Literat und Amateurnaturkundler, der in The Origin of Language als Erster – und 70 Jahre vor Darwin – die Idee vertrat, dass das menschliche Steißbein ein Überbleibsel der affenartigen Vorfahren war. Zeit seines Lebens war Burnett danach „Schwanzwitzen“ ausgesetzt, so wurde er beispielsweise als „Kenner der Materia a posteriori“ bezeichnet.
Der animalische Magnetismus von Franz Anton Mesmer (1734–1815) war im 18. Jahrhundert berühmt und Mesmer zelebrierte ihn in theatralisierten Darbietungen, aber in der Neuzeit hat er nur in der Esoterik überlebt. Mesmers Einsatz von Hypnose hingegen wurde weiter in der Medizin erforscht.

#### Versunkene Kontinente und goldene Zeitalter
Dieses Kapitel beschäftigt sich mit den religiösen und kulturellen Visionen von Exzentrikern und den dadurch erfolgenden Auswirkungen auf die Nachwelt.
Unter diesem Aspekt werden die historischen Persönlichkeiten Jesus, Buddha, Mohammed und auch Joseph Smith (1805–1844; Gründer der Kirche Jesu Christi der Heiligen der Letzten Tage) und Elspeth Buchan (1738–1791; Gründerin der Buchaniten) betrachtet. Durch die exzentrische Lebensweise und das Brechen mit sozialen Normen sind die Botschaften dieser Personen „mit ihrem persönlichen Charisma galvanisiert“.
Ebenso wie religiöse Visionen, so Weeks, haben Visionen von kulturgebenden Zivilisationen, beispielsweise der Mythos von Atlantis viele Exzentriker beschäftigt und zum Aufstellen der gewagtesten Thesen gebracht nach dem Prinzip „Nichts kann beweisen, dass ich Unrecht habe“.
Dazu gehören Ignatius Donnelly (1831–1901) mit seinem Bestseller Atlantis: The Antediluvian World (1882; das Buch erschien in mehr als 50 Auflagen), oder Augustus Le Plongeon (1825–1908), der publizierte, dass Atlantis eine Niederlassung der Maya gewesen sei und Jesus seine letzten Worte am Kreuz in der Sprache der Maya gesprochen habe. James Churchward (1851–1936), nach eigenen Angaben mit mystischen Fähigkeiten begabt, ging noch einen Schritt weiter und beschrieb ab 1926 den noch bedeutenderen, ebenfalls untergegangenen Kontinent Mu – und inspiriert dadurch bis heute Schriftsteller und Zeichner. Churchward hatte die Ideen von Helena Petrovna Blavatsky (1831–1891; Mitbegründerin der Theosophischen Gesellschaft) übernommen, deren sehr komplexe Zivilisationsgeschichte – in der natürlich auch Atlantis vorkommt – auf ihren eigenen übersinnlichen Offenbarungen beruhte, die sich aber teilweise auch im hinduistischen Rigveda finden. Zur Zeit ihres Todes hatte Blavatsky mehr als 100.000 Anhänger.
Weeks grenzt diese konsequenten und von sich selber überzeugten Exzentriker – „Der echte Exzentriker täuscht nichts vor.“ – von Scharlatanen wie Edgar Cayce ab, die ihre Atlantis-Dienste – Kontakt mit und Ratschläge von den umherirrenden Seelen der Atlantiden – gegen Geld anboten.

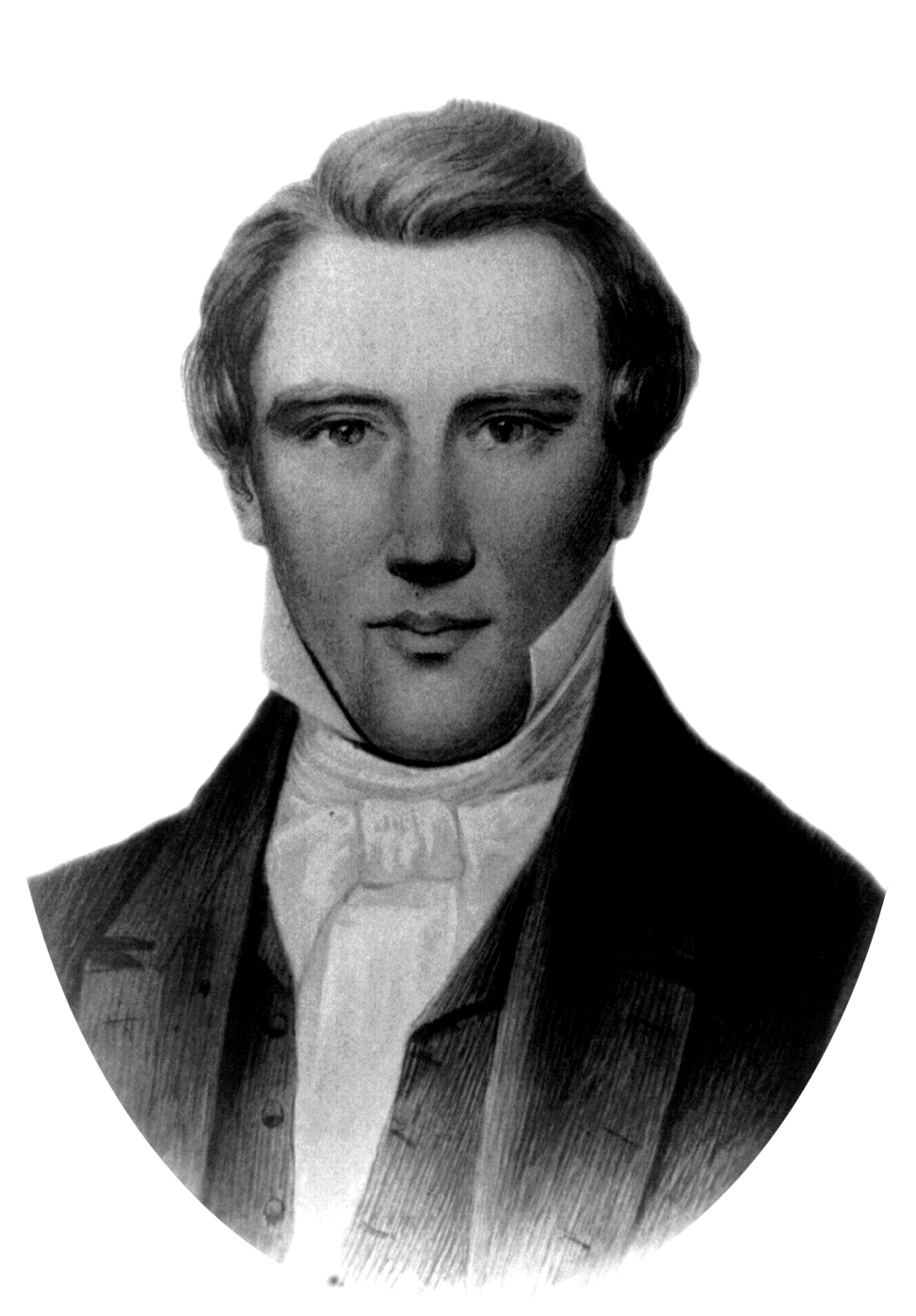
Joseph Smith
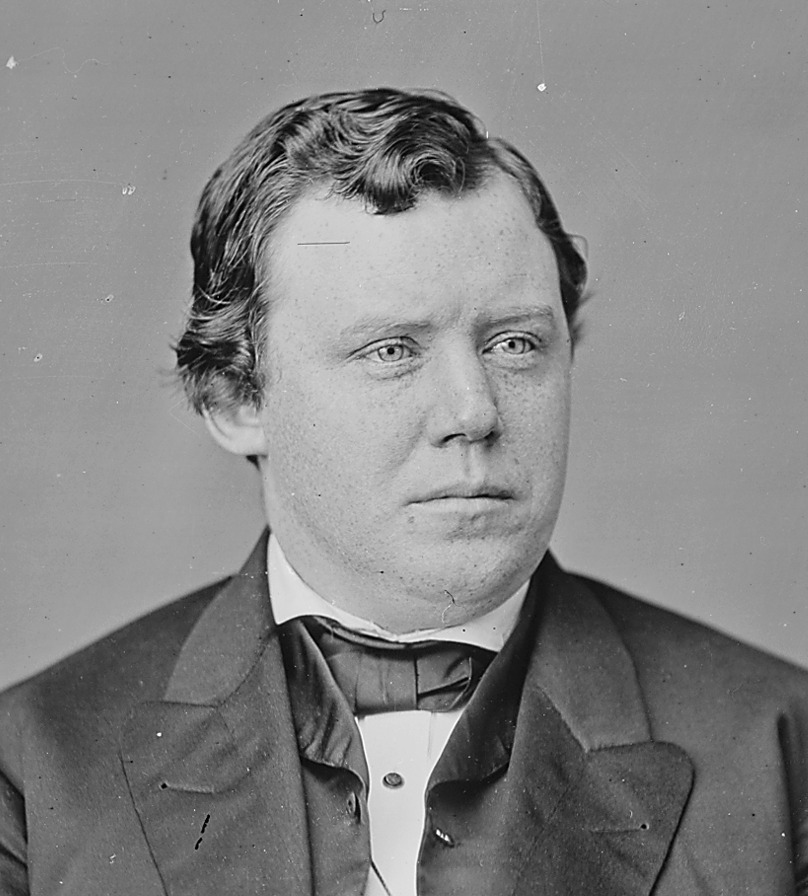
Ignatius Donnelly
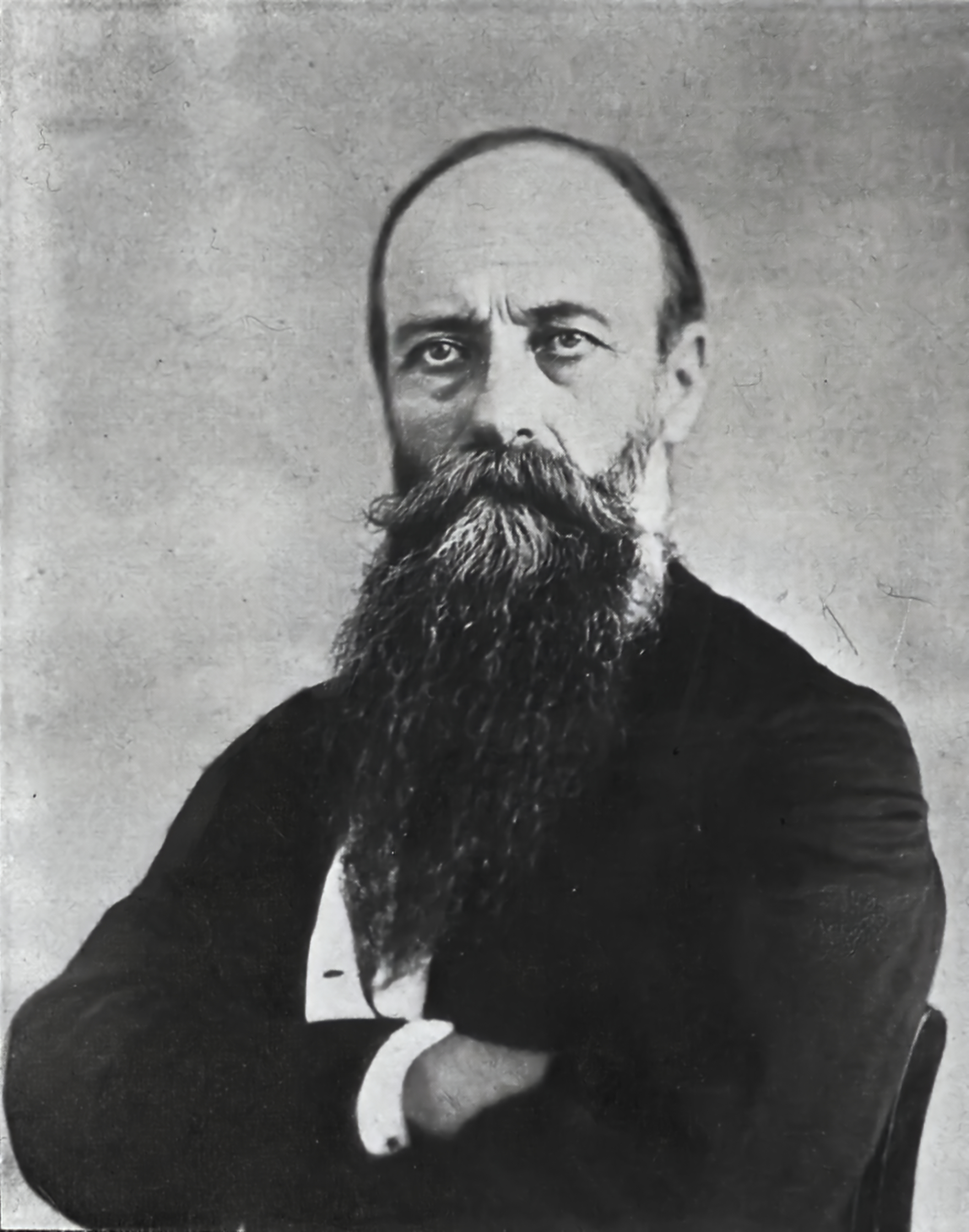
Augustus Le Plongeon
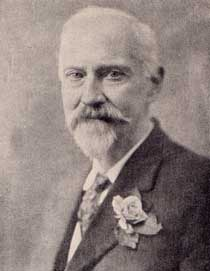
James Churchward
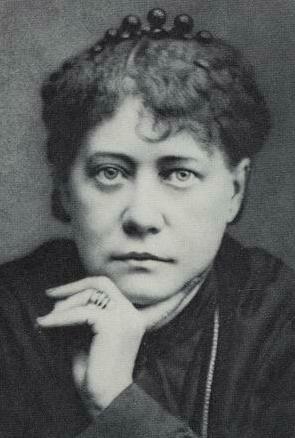
Helena P. Blavatsky

#### Exzentrizität und psychische Erkrankung
Ein wichtiges Element der Studie bestand darin, Wahrnehmungsformen von Exzentrikern mit denen von Personen mit psychischen Erkrankungen zu vergleichen und – wenn möglich – abzugrenzen. Als Vorgabe bezieht sich Weeks auf eine Untersuchung eines britischen Universitätskrankenhauses, bei dem sich unter 23.350 entlassenen Patienten nach Behandlung wegen psychischer Erkrankungen nur zwei Exzentriker befanden.
In Weeks Studie wurde alle Probanden dem standardisierten Present-State-Examination-Interview (PSE-Interview) unterzogen, einem seit den 1960er Jahren international verwendeten Fragenkatalog, um den psychiatrischen Status von Patienten leicht standardisieren und klassifizieren zu können, wobei jedem Symptom drei Stufen (stark/schwach/nicht vorhanden) zugeordnet werden. Das Vorhandensein und die Abwesenheit von Symptomen sind in folgender Tabelle zusammengefasst.
| PSE-Symptom                                                           | Bei Exzentrikern stark vorhanden (in %) | Bei Exzentrikern schwach vorhanden (in %) | Bei Exzentrikern nicht vorhanden (in %) |
| --------------------------------------------------------------------- | --------------------------------------- | ----------------------------------------- | --------------------------------------- |
| Visuelle Halluzinationen                                              | 9                                       | 26                                        | 65                                      |
| Akustische Halluzinationen                                            | 5                                       | 25                                        | 70                                      |
| Wahnhafte Fehlinterpretationen                                        | 5                                       | 26                                        | 69                                      |
| Religiöse Wahnvorstellungen                                           | 4                                       | 41                                        | 55                                      |
| Übersinnliche Wahnvorstellungen                                       | 3                                       | 27                                        | 70                                      |
| Verfolgungswahn                                                       | 2                                       | 41                                        | 57                                      |
| Gedankenübertragung „Andere Personen hören meine Gedanken.“           | 1                                       | 5                                         | 94                                      |
| Gedankenabbruch „Meine Gedanken brechen plötzlich ab.“                | 1                                       | 29                                        | 70                                      |
| Wahnvorstellung Fremdbestimmung des Geistes                           | 1                                       | 11                                        | 88                                      |
| Gedankenbeeinflussung „Gedanken anderer beeinflussen mich von außen.“ | 0                                       | 0                                         | 100                                     |
| Wahnvorstellung Gedankenlesen                                         | 0                                       | 38                                        | 62                                      |

Daraus ergeben sich nach Weeks folgende Aussagen:
- Im Vergleich mit der extrem weiten Streuung psychischer Symptome bei normalen Personen (milde Symptome etwa 15 %) zeigen Exzentriker sogar seltener ebensolche Symptome (milde Symptome etwa 8 %).
- 36 % der Exzentriker gaben an, weitere Exzentriker (Großeltern, Onkel, Tante, entfernter Verwandter) in der Familie zu haben (unbestätigte Hypothese einer Milieutheorie).
- Das Vorkommen von psychisch kranken Verwandten bei Exzentrikern lag gering höher als das bei Normalpersonen.
- Durch ihren Ich-Bezug zeigen Exzentriker praktisch keine Symptome von „Fremdbeeinflussung“.
- Zwischen Exzentrikern und Schizophrenen besteht keine Artverwandtschaft.
- Nur eine einzige männliche Person unter mehr als 1000 Probanden der Studie wurde mit einer Psychose diagnostiziert.

#### Exzentrische Kindheit
Während der Studie wurden exzentrische Erwachsene nach Erinnerungen bezüglich ihrer Kindheitserfahrungen befragt. Daraus ergab sich,
- dass mindestens zwei Drittel bereits im Alter von acht Jahren gewusst zu haben glaubten, dass sie sich von allen anderen unterschieden.
- dass eine ähnlich große Anzahl diese Erkenntnis an einem ganz konkreten Erlebnis in ihrer Jugend glaubte festmachen zu können.
- dass viele in der Kindheit „Phasen der Isolation“ empfunden hatten, wenn sie von Familie oder Gleichaltrigen aufgrund ihrer Andersartigkeit ausgegrenzt wurden.
- dass einige glaubten, bewusst den Zorn oder die Enttäuschung ihrer Eltern heraufbeschworen zu haben.
- dass sie aus einer „Sensibilität für Banalität und Langeweile“ früh „Überlegenheitsgefühle“ gegenüber Klassenkameraden hatten.
- dass sie gelegentlich von Gleichaltrigen Zuneigung als „beliebter Unruhestifter und charismatischer Rädelsführer“ erfuhren.
- dass sie durch bereits früh erlangtes Selbstbewusstsein in der Pubertät weniger Probleme hatten als ihre Altersgenossen.

#### Die exzentrische Persönlichkeit
Selbstdarstellung, ein Begriff aus der Sozialpsychologie, ist die in sozialen Gruppen verwendete Inszenierungsstrategie, um ein bestimmtes Ansehen bei anderen Mitmenschen zu erreichen. Methodisch wird sie in fünf verschiedene Taktiken unterteilt: Vorbild sein, sich beliebt machen, Eigenwerbung betreiben, hilfsbedürftig erscheinen und einschüchtern. Da exzentrischen Personen das Ansehen anderer – oder die Akzeptanz durch andere – mehr oder weniger egal ist, schlägt Weeks fünf neue Kriterien vor, um exzentrische Personen erfassen zu können.
(1) Seltenheit
Außergewöhnlichkeit (Exzeptionalität) ist selten. Nach Weeks liegt das Vorkommen „klassischer Exzentriker“ bei etwa 1 : 10.000.
(2) Extremsein
Mit dem Sixteen Personality Factor Questionnaire (16 PF) des Persönlichkeitspsychologen Raymond Bernard Cattell lassen sich 16 sogenannte Persönlichkeitsfaktoren untersuchen. Die Ergebnisse werden auf einer 10-Punkte-Skala (1: Nichtvorhandensein, 10: Sättigung) angegeben, und nur 2,3 % einer Durchschnittspopulation zeigen die beiden Extremwerte 1 und 10 an den beiden Enden der Skala.
Weeks untersuchte Exzentriker mit dem 16-PF-Interview und stellte zusammen, welcher Prozentsatz von ihnen sich beim oberen oder unteren Extremwert wiederfindet.
| 16-PF-Charakterisierung         | Exzentriker im Extremwertbereich (in %) | Exzentrikerinnen im Extremwertbereich (in %) |
| ------------------------------- | --------------------------------------- | -------------------------------------------- |
| intelligent                     | 15                                      | 15                                           |
| dominant, sich durchsetzend     | 14                                      | 39                                           |
| geradeaus, spontan              | 15                                      | 14                                           |
| misstrauisch                    | 11                                      | 10                                           |
| fantasievoll, unkonventionell   | 11                                      | 8                                            |
| unabhängig, einfallsreich       | 10                                      | 7                                            |
| mutig, kühn                     | 7                                       | 11                                           |
| schüchtern, scheu               | 7                                       | 1                                            |
| gefühlsbetont                   | 7                                       | 3                                            |
| impulsiv                        | 6                                       | 2                                            |
| empfindsam, feinfühlig          | 6                                       | 3                                            |
| eigennützig, Regeln missachtend | 6                                       | 6                                            |
| emotional stabil                | 5                                       | 4                                            |
| reserviert, distanziert         | 5                                       | 5                                            |
| radikal                         | 5                                       | 5                                            |
| hartgesotten, zäh               | 4                                       | 5                                            |
| ernsthaft                       | 3                                       | 5                                            |
| selbstbewusst, gelassen         | 3                                       | 10                                           |
| den eigenen Trieben folgend     | 1                                       | 8                                            |

(3) Besondere Eigenschaften
Weeks berichtet, dass das sich Identifizierung von exzentrischen Personen mit einer Sache, einem Thema oder einer damit verbundenen Persönlichkeit bis zur „Besessenheit“ betrieben werden kann. Dabei sind sich Exzentriker völlig ihrer eigenen Persönlichkeit bewusst, leben aber ihr Thema mit allen Konsequenzen aus.
Eine weitere Besonderheit stellt der exzentrische Humor dar. Weeks erläutert ihn an Beispielen, wobei die Spannweite von subtil-absurdem Wortwitz bis zu unberechenbaren, brachialen Entgleisungen reicht.
(4) Ungewöhnliche Kombinationen von Verhaltensweisen und Eigenschaften
Die Art und Weise wie Verhaltensweisen und Eigenschaften bei Exzentrikern kombiniert sein können wird an den Beispielen von Gerald Thywhitt-Wilson (bbb) und – aus der Studie – John Slater erläutert. Slater, der in mehr als zehn sehr unterschiedlichen Berufen gearbeitet hatte, durchwanderte barfuß, nur mit einem gestreiften Pyjama bekleidet, Großbritannien von Land’s End im Süden bis nach John o’ Groats im Norden, begleitet von seinem Labrador Guinnes, der dabei zwei Paar Damenstifeletten aus Wildleder trug. Als Gegenbeispiel dient der Bibliothekar Thomas Birch, der im 18. Jahrhundert lebte und dessen einziges Ziel es war, als Baum verkleidet Fische zu täuschen und ein perfekter Angler zu sein.
(5) Gewöhnliche Dinge auf ungewöhnliche Weise tun
Der Landgutbesitzer John Alington (1795–1863) unterrichtete seine Farmarbeiter auf einem begehbaren (und beschiffbaren), maßstabsgetreuen Modell der Welt in Geografie. Der Pfarrer Francis Waring (1760–1833) hielt sonntags Kurzpredigten von wenigen Minuten in bis zu drei Kirchen (die er per Pferd erreichte), ließ seine Kinder aus einem Trog essen und schlief mit seiner Frau in einem von der Decke hängenden Weidenkorb.
Exzentriker suchen und finden oft Wege, um gewöhnliche Dinge in neuer, ungewöhnlicher Weise zu tun. Es folgen Beispiele aus der Studie, bei denen die Probanden ihre Umgebung neu entwerfen und oft dabei „gegen die Errungenschaften des modernen Lebens protestieren“, d. h. sie vehement ablehnen.
Bei etwa einem Viertel aller Probanden fand Weeks alle fünf Kriterien, viele weisen drei, und die große Mehrheit zeigt zwei dieser Kriterien auf – bei ihren „Experimenten in Sachen Subjektivität“.

#### Die psycholinguistische Analyse
In diesem Kapitel werden die Resultate berichtet, die aus der psycholinguistischen Anwendung der TLC-Skala (Kommunikationsstörungen bei Schizophrenen) der Psychologin Nancy Andreasen auf die Interviews von Exzentrikern und Nicht-Exzentrikern resultieren.
| TLC-Fokus                                                                                            | Exzentriker (in %) | Normale Menschen (in %) |
| --- | ------------------ | ----------------------- |
| Sprachdrang (oder erhöhte Sprechgeschwindigkeit)                                                     | 35                 | 6                       |
| Streifen eines Themas (Beantwortung einer Frage in indirekter oder nicht zum Thema gehörender Weise) | 33                 | 2                       |
| Umständlichkeit (unnötigerweise detaillierte Sprache oder übertrieben weitschweifig)                 | 32                 | 6                       |
| Bezugnahme auf sich selbst (das Thema immer wieder auf sich selbst bringend)                         | 28                 | 1                       |
| Spracharmut (wenig oder nichts zum Thema sagen)                                                      | 10                 | 5                       |
| Ziellosigkeit (unfähig, einen Gedanken bis zum Ende zu verfolgen)                                    | 6                  | 18                      |
| Abkommen vom Thema (von Gedankengang zu Gedankengang springen)                                       | 4                  | 32                      |
| Perseveration (dauerndes Wiederholen von Wörtern oder Ideen)                                         | 2                  | 8                       |

Die folgenden Schlüsse, teilweise mit Literatur externer Forschungsarbeiten belegt, werden aus diesen Ergebnissen abgeleitet:
- Etwa zwei Drittel (64 %) der Exzentrikerinnen und etwa die Hälfte (48 %) der Exzentriker zeigen – verglichen mit normalen Menschen – überhaupt keine Kommunikationsbesonderheiten.
- Sprachmuster, die bei normalen Menschen häufiger vorkommen als bei Exzentrikern, können nicht als „Sprachstörungen“ bezeichnet werden.
- Bei einigen Exzentrikern fehlt der Hang zum Abschweifen.
- Bezugnahme auf sich selbst ist eigentlich nicht verwunderlich in Interviews, in denen Personen über sich selbst befragt werden. Der (gegenüber normalen Menschen) erhöhte „Egozentrismus“ könnte „ein Ausdruck ihrer unschuldigen, geradezu kindlichen Vorstellung von sich selbst und ihren Welten“ sein.
  - Bei Exzentrikerinnen (nicht aber bei Exzentrikern) besteht ein direkter, signifikanter Zusammenhang zwischen Selbstbezug und Kreativität.
- Exzentriker kommen seltener vom Thema ab als normale Menschen; sie sind thematisch „hartnäckiger“.
- Zusammenfassend: Die Resultate werden als „Kommunikationsbesonderheiten“ und nicht als „Kommunikationsstörungen“ bezeichnet[21] mit der Schlussfolgerung: „Auch wenn Exzentriker manchmal vielleicht nervend, absurd und rätselhaft sind, langweilig sind sie mit Sicherheit nie.“

#### Exzentrische Frauen
Bei der historischen Analyse zeigt sich, dass bis etwa ins Jahr 1950 die meisten aller dokumentierten exzentrischen Personen (85 %) Männer sind. Die Ursache dafür liegt im Frauenbild dieser Zeit: Frauen befanden sich mehr im Haus und wurden in der Öffentlichkeit weniger oder seltener wahrgenommen. Ein exzentrischer Mann konnte in der Öffentlichkeit eher akzeptiert werden, da er auch der Versorger des Haushalts war. Bei von Hausherren abhängigen exzentrischen Töchtern oder Ehefrauen war es einfach, sie als „hysterisch“ in einer privaten Institution unterzubringen.
Bei den historisch belegten Exzentrikerinnen fiel ein Viertel – aus Sicht ihrer männlichen Beschreiber – durch auffallende Schönheit und ihren Reichtum auf. Besonders Reichtum bedeutete Unabhängigkeit, eventuell Macht, und Freiheiten für exzentrisches Handeln.
Aus heutiger Sicht unterscheidet sich Exzentrizität bei Frauen und Männern deutlich; sie zeigt Geschlechtsdimorphismus. Folgende Aussagen konnten nach der Studie gemacht werden:

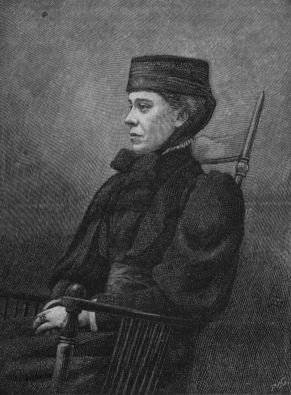
Mary Kingsley (1862–1900), Forschungsreisende, Ethnologin, Reiseschriftstellerin und Vortragsreisende ohne jegliche formale Ausbildung

- Exzentrische Frauen manifestieren sich zumeist erst später im Leben; exzentrische Männer manifestieren sich früher, bereits ab der Jugend.
- Exzentrische Frauen sind eher neugieriger, radikaler, experimentierfreudiger und verschlossener als Männer.
- Exzentrische Frauen sind eher aggressiv. Im Hinblick auf steigende Aggressivität kann im Durchschnitt festgestellt werden:
  - Normale Menschen < exzentrische Männer < exzentrische Frauen; 40 % der Exzentrikerinnen erscheinen im obersten Bereich der Skala.

Zwei Erklärungen werden dafür gegeben:
  - Einerseits müssen exzentrische Frauen auch heute noch „mit Mut der Gesellschaft trotzen“ und sozialem Druck entgegentreten.
  - Andererseits kann die Wahrnehmung dieser gesteigerten Aggression aus einem bestimmten Frauenbild resultieren, d. h., das gleiche Verhalten, das bei einem Mann als „normale Aggression“ wahrgenommen wird, gibt bei einer Frau den Anschein von „gesteigerter Aggression“.

Den Abschluss des Kapitels bilden Kurzbiografien von bekannten exzentrischen Frauen wie James Berry, Lillie Hitchcock Coit, Mary Kingsley, Mary Edwards Walker und Viktoria Claflin Woodhall.

#### Sexuelle Exzentrizität

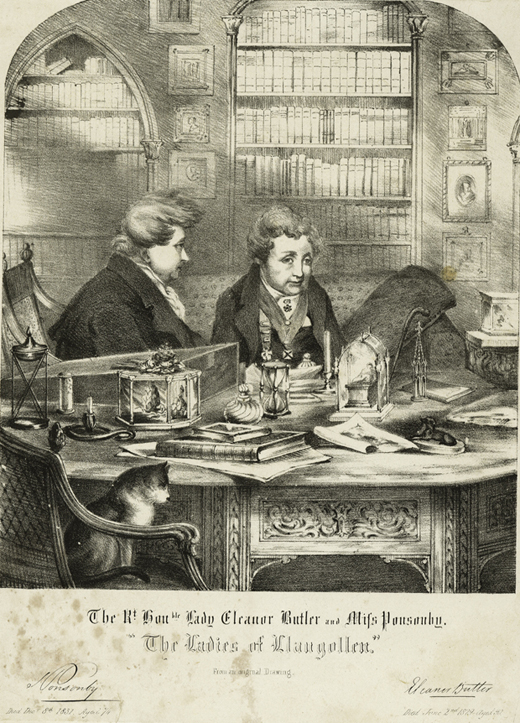
Eleanor Charlotte Butler (1739–1829) und Sarah Ponsonby (1755–1831), die Ladies von Llangollen, mit ihrer Katze Mrs. Tatters

Die Festlegung von „sexueller Exzentrik“ ist schwierig, da sich die Wahrnehmung und Akzeptanz von bestimmten Sexualpraktiken mit der Zeit verändert hat. Was früher als Symptome von psychischen Krankheiten, Persönlichkeitsstörungen oder Perversion klassifiziert wurde, wird heute mehr oder weniger als harmlose Abweichung und Anderssein abgetan. Weiterhin ist die Zuordnung als Exzentriker schwierig oder zweifelhaft, wenn es sich um Gruppen von Personen handelt, die untereinander in Verbindung in einer Form von sexueller Subkultur leben.
Aus den Interviews der exzentrischen Personen der Studie wurden folgende Tendenzen abgeleitet:
- Exzentriker tendieren zum Einzelgängertum und finden es schwierig, mit anderen Menschen körperlich intim zu sein.[24]
- Exzentriker haben im Allgemeinen „kein besonderes Interesse an Sex“.
- Es gibt keine Anzeichen, dass die Sexualpraktiken von Exzentrikern von denen anderer Menschen in besonderer Weise abweichen.
- Wenn Exzentriker eine Liebesaffäre haben, gehen sie ihr mit der üblichen Begeisterung nach. Danach haben sie aber Schwierigkeiten, diese Beziehung aufrechtzuerhalten.

Mehr als vier Fünftel des Kapitels beschäftigen sich mit historischen Exzentrikern, die in ihrer Zeit durch ihr libidinöses Verhalten wie Homosexualität (Stephen Tennant, Siegfried Sassoon, Ronald Firbank, die Ladies von Llangollen (Eleanor Charlotte Butler und Sarah Ponsonby)), Transvestitismus (der Abbé de Choisy, Ed Wood Junior), Sadomasochismus (T. E. Lawrence, Percy Grainger), oder Kombinationen davon (Francis Dashwood, George Selwyn, John Wilkes) Aufsehen erregten.

#### Exzentrizität und Gesundheit
Im kürzesten Kapitel des Buches werden Ergebnisse präsentiert, die aus der Analyse historischer Exzentriker und den Interviews während der Studie resultierten.
- Exzentriker der historischen Stichprobe (1551 bis 1950) haben eine durchschnittliche Lebenserwartung von etwa 60 Jahren, die nach Angaben von Weeks über dem damals üblichen Durchschnitt liegt.
- Die Exzentriker der Studie konsultierten etwa alle acht Jahre einen Arzt; wenn sie das taten, dann fast immer zur Diagnose und Behandlung schwerer Gesundheitsprobleme. Normale Menschen haben eine 16 Mal höhere Frequenz an Arztbesuchen.
- In der Exzentrikergruppe betonten die Probanden immer wieder, „wie wesentlich Humor für ihr Wohlbefinden und ihre Selbstachtung in einer zunehmend trostlosen und konformistischen Welt ist.“

Weeks spekuliert über diese Resultate mit folgenden Vermutungen:
- Rein subjektiv gesehen machten Exzentriker einen glücklicheren und humorvolleren Eindruck als die Kontrollgruppe.
- Ohne den Zwang zur Anpassung zu fühlen („persönliche Freiheit, die wir unnötigerweise verschenken“), haben Exzentriker weniger negativen Stress. Indem sie spontan, kreativ und neugierig ihren Eingebungen folgen, „zerstören sie den Nährboden für Neurosen“ und erleben positiven Stress (Eustress).
- Hauptkommunikationspartner einer exzentrischen Person ist sie selber. „Im Grunde spielen sie ein Brainstorming-Spiel, mit sich selbst als einzigem Mitspieler“.
- Was „die Gesundheit des sozialen Organismus angeht, sind Exzentriker unentbehrlich“, da sie eine Vielfalt von Ideen einbringen und Verhaltensweisen vorleben, die der Gruppe Varianten zur Anpassung bieten. Absolute Verhaltensuniformität ist für einen sozialen Organismus schädlich. „Exzentriker sind, so gesehen, die Mutationen der sozialen Evolution“.

## Rezeption
- In ihrem Buch In and Out: Eccentricity in Britain bezeichnet Waltraud Ernst, Professorin für Medizingeschichte,[25] das Buch und die Studie als „the only study of eccentricity providing a sustained scientific or psychological approach“.[26][27]

- In der Buchbesprechung von Spektrum der Wissenschaft wird festgestellt: „Sicherlich ist dieses Buch mehr populär als wissenschaftlich, mehr Werbung für ein bisher vernachlässigtes Thema als endgültige Studie zur Psychologie des exzentrischen Menschen. Man mag Weeks vorwerfen, daß seine Methode systematische Fehler hat, daß etwa extrovertierte Exzentriker überrepräsentiert sind gegenüber solchen, die ihrem Spleen still für sich frönen. Aber er hat erstmals einen Grundstein gelegt und den Begriff Exzentriker, der laut Weeks nur in einem der vier Standardlehrbücher der Psychiatrie zu finden ist und auch in meiner Ausgabe des dtv-Brockhaus fehlt, hinreichend definiert.“[28]

- Die Zeit schreibt: „Die Ergebnisse der einzigartigen psychologischen Studie hat David Weeks jetzt mit dem amerikanischen Wissenschaftsautor Jamie James in dem Buch ‚Exzentriker - über das Vergnügen, anders zu sein‘ […] veröffentlicht. ‚Exzentriker sind gesünder, weil sie glücklicher sind‘, glaubt Weeks in Hunderten von Interviews festgestellt zu haben.“[29]

- Besprechung unter literaturkritik.de: „Weeks und James versuchen das Phänomen des Exzentrischen erstmals mit den Mitteln empirischer Wissenschaft zu erforschen.“[30]

## Erläuterungen und Einzelnachweise
1. ↑  In einem von vier Psychologie-Lehrbüchern fand Weeks die Definition „vorwiegend inadäquate oder passive Psychopathie“.
2. ↑  In diesem Zusammenhang ist „normal“ ein relativer Begriff. Ein heute durch sein Verhalten als „normaler Mensch“ Gekennzeichneter würde gegen viele Verhaltensnormen des Mittelalters oder selbst heutiger, andersartiger Kulturen verstoßen.
3. ↑  Das erforderliche Minimum für die Qualifikation waren zwei unabhängigen Quellen, die diese Person als „exzentrisch“ (oder Synonyme davon) bezeichnen.
4. ↑  Frei übersetzt: „… ein unveräußerliches, konstitutionelles und natürliches Recht zu lieben, wen ich möchte, so lange oder so kurz wie ich kann, um diese Liebe jeden Tag zu ändern, wenn es mit gefällt!“
5. ↑  Robert Chambers: Traditions of Edinburgh by Robert Chambers. W. & R. Chambers, 1869, S. 343 (englisch, google.com).
6. ↑  K. Randell Jones: In the Footsteps of Davy Crockett. John F. Blair, Publisher, 2006, ISBN 978-0-89587-602-7, S. 241 (englisch, google.com).
7. ↑  Brewster Ghiselin: The Creative Process, University of California Press, Neuauflage 1985, ISBN 978-0-520-05453-0.
8. ↑  A. J. Durnell und N. E. Wetherick: The Relation of Reported Imagery to Cognitive Performance, Brit. J. Psychol., Band 67, S. 501–506 (1976), doi:10.1111/j.2044-8295.1976.tb01538.x.
9. ↑  „Einige Leute sagen, dass ich nicht singen kann, niemand kann aber sagen, dass ich nicht gesungen habe.“
10. ↑  Blavatskys venusianische Weltraumfahrer verleiten Weeks zu der Vermutung, dass auch Erich von Däniken von ihr inspiriert worden sein könnte.
11. ↑  Present State Examination (PSE). Item Group Checklist. Clinical History Schedule. World Health Organization. Assessment, Classification and Epidemiology (2014); abgerufen am 9. Februar 2017.
12. ↑  Ein Auftreten in dieser Kategorie gibt ein deutlich erkennbares Symptom an.
13. ↑  Ein Auftreten in dieser Kategorie ist nicht ausreichend, um auf eine deutliche psychische Erkrankung zu schließen, da auch Normalpersonen gelegentlich diese Symptome zeigen.
14. ↑  Ein Auftreten in dieser Kategorie bedeutet ohne jeglichen Befund.
15. ↑  Die folgenden 16 Persönlichkeitsfaktoren werden untersucht: Wärme (z. B. Wohlfühlen in Gesellschaft), logisches Schlussfolgern, emotionale Stabilität, Dominanz, Lebhaftigkeit, Regelbewusstsein (z. B. Moral), soziale Kompetenz (z. B. Kontaktfreude), Empfindsamkeit, Wachsamkeit (z. B. Misstrauen), Abgehobenheit (z. B. Realitätsnähe), Privatheit, Besorgtheit, Offenheit für Veränderungen, Selbstgenügsamkeit, Perfektionismus und Anspannung.
16. ↑  Extreme Personen können in einzelnen Aspekten ein sehr unterschiedliches Persönlichkeitsspektrum zeigen. Die Prozent-Daten sagen nicht aus, dass alle extremen Personen dasselbe Persönlichkeitsspektrum haben.
17. ↑  Es wird erwähnt, dass etliche Exzentriker der Studie sich konsequent mit Robin Hood und dessen Lebensweise identifizierten.
18. ↑  Ein Proband hatte sein ganzes Leben auf Kartoffeln (Ernährung, Geschichte, soziopolitische Auswirkungen, …) ausgerichtet.
19. ↑  Thought, Language and Communication, d. h. Denken, Sprache und Kommunikation.
20. ↑  Die Tabelle zeigt nur Resultate, bei der eine der beiden Gruppe mindestens 4 % erreicht.
21. ↑  Die TLC-Skala wurde von Andreasen als Hilfe zur Diagnose und Messung der Schizophrenie entwickelt. Die dabei gefundenen Resultate und Verteilungsmuster werden als „Kommunikationsstörungen“ bezeichnet. Exzentriker passen aber in keines dieser Muster, sondern unterscheiden sich gelegentlich und lediglich in „Besonderheiten“ von normalen Menschen.
22. ↑  Weeks erwähnt zwei parallele Ergebnisse: (1) Bei staatlichen Anstalten („straffe, festgelegte Kriterien“) überwiegen bei der Einweisung Männer (reale Problemfälle), bei privaten Anstalten (weichere Kriterien) überwiegen Frauen (eventuell sogar Einweisung, ohne erforderlich zu sein; nach Weeks: „Doppelmoral der Psychiatrie“). (2) Heute verlassen neun von zehn Ehemännern ihre alkoholkranke Frau, während nur eine von zehn (abhängigen) Ehefrauen ihren alkoholkranken Mann verlässt.
23. ↑  Lady Eleanor Butler und Sarah Ponsonby: Life with the Ladies of Llangollen (S. 219), Viking (1984), ISBN 978-0-670-80038-4.
24. ↑  Weeks berichtet im Kapitel Exzentrizität und psychische Erkrankung von drei bestätigten und zwei unbestätigten Ehepaaren, bei denen beide Partner Exzentriker sind.
25. ↑  Oxford Brookes University: Waltraud Ernst; abgerufen am 3. März 2017.
26. ↑  Frei übersetzt: Die einzige Studie von Exzentrizität, die einen nachhaltigen wissenschaftlichen oder psychologischen Ansatz bietet.
27. ↑  Waltraud Ernst: Histories of the Normal and the Abnormal: Social and Cultural Histories of Norms and Normativity. Routledge, 2006, ISBN 978-1-134-20549-3, S. 99 (englisch, google.com).
28. ↑  Buchbesprechung in Spektrum der Wissenschaft (1. September 1997), Michael Groß: Exzentriker. Über das Vergnügen, anders zu sein; abgerufen am 3. März 2017.
29. ↑  Jörg Blech: Ein Lob der Macke: Exzentriker sind glücklicher und gesünder als „normale“ Menschen, Die Zeit, 17. Januar 1997; abgerufen am 3. März 2017.
30. ↑  Frank Müller: Exzentriker - Die Sehnsucht nach dem Anderssein, literaturkritik.de, Februar 2004; abgerufen am 3. März 2017.